# Grania
Grania (Rosenvinge) Kylin, 1944 é nome botânico de um gênero de algas vermelhas pluricelulares da família Acrochaetiaceae.

## Sinônimo
- Acrochaetium  Nägeli in Nägeli & Cramer, 1858

## Espécies
Atualmente uma única espécie é aceita taxonomicamente no gênero:
- Grania efflorescens (J. Agardh) Kylin, 1944

= Callithamnion efflorescens J. Agardh 1851
= Acrochaetium efflorescens (J. Agardh) Nägeli 1861
= Chantransia efflorescens (J. Agardh) Kjellman 1875
= Chantransia efflorescens f. tenuis Kjellman 1883
= Rhodochorton efflorescens (J. Agardh) K.M. Drew 1928
= Audouinella efflorescens (J. Agardh) Papenfuss 1945
= Audouinella efflorescens f. tenuis (Kjellman) A.D. Zinova 1955